# Zauvijek volim te
Zauvijek volim te är en singel av Stefan Filipovic som representerade Montenegro i Eurovision Song Contest 2008 i Belgrad. Filipovic gick inte vidare till final. I semifinalen kom han på fjortonde plats med tjugotre poäng strax efter Hind Laroussi (Your heart belongs to me) , Geta Burlacu (A century of love) och Rebeka Dremelj (Vrag naj vzame).